# Багиров, Эдуард Исмаилович
Эдуа́рд Исмаи́лович Баги́ров (25 октября 1975, Мары — 12 апреля 2023, Москва) — российский писатель, кинодраматург, политический консультант, политтехнолог, радиоведущий.

## Биография
Родился 25 октября 1975 года в городе Мары Туркменской ССР в семье азербайджанца и русской. Был призван в военную часть в Ашхабаде. Через два месяца дезертировал в Россию, по собственным словам, от режима Сапармурата Ниязова. С января 1994 года жил в Москве. В том же году был осуждён по части 2 статьи 144 «Кража» Уголовного кодекса РСФСР, отбывал наказание в российской тюрьме. После отбытия наказания приехал на малую родину матери в Нижегородской области. Менее чем через год вернулся в столицу и занялся предпринимательством. В 2001 году поступил и недолго учился на юридическом факультете Московской государственной академии водного транспорта.

### Литературное творчество и публицистика
В 2002 году Эдуард Багиров и Сергей Минаев учредили литературный портал litprom.ru, в дальнейшем Багиров стал его главным редактором.
В 2007 году Багиров опубликовал роман «Гастарбайтер», рассказывающий о приключениях молодого парня, приехавшего из Туркменистана покорять Москву. Сюжет, как пишет сам Багиров в предисловии к книге, частично основан на реальных событиях из его жизни. Главный герой Евгений Алиев уезжает из Туркменистана, бежит из российской армии, сидит два года в тюрьме за вокзальную кражу, временно оседает в российском городке Кулебяки и после едет в Москву. В столице Алиев проходит путь от торговца луком до успешного предпринимателя, параллельно рассуждая о жителях города и всех актуальных общественно-политических вопросах.
«Гастарбайтер», рекламировавшийся по Москве под провокативным лозунгом «Слава России!», стал популярен и принёс Багирову известность. Так, в книжном магазине «Москва» книга входила в двадцать самых популярных, в «Библио-Глобусе» занимала третье место по продажам среди русской беллетристики.
В ноябре 2008 года издан второй роман — «Любовники». Книга продолжает сюжетную линию «Гастарбайтера», в то же время являясь совершенно самостоятельным произведением. Главный герой новой книги — лучший друг Евгения Алиева — знакомится через интернет с замужней женщиной из другого социального класса. Знакомство перерастает во взаимную влюблённость, а любовный треугольник по ходу сюжета превращается четырёхугольник.
В 2010 году Эдуард Багиров опубликовал роман «Идеалист», связанный с первыми книгами мотивом, но не сюжетно. Герой книги — выходец из украинской глубинки Илья Репин — устраивается в редакцию центральной московской газеты и далее на волне освещаемых им событий на киевском Майдане и последовавшей оранжевой революции стремительно взбирается вверх по карьерной лестнице.
В 2010 году Багиров основал сценарное бюро, дебютировавшее сценарием полнометражного художественного фильма «Онегин», съёмки которого планировались в 2011 году на студии «Арт Пикчерс» Фёдора Бондарчука. Также является автором сценария вышедшего в 2013 году сериала «Пепел» и будущего фильма «Бейрут».
В 2015 году Багиров сообщал, что работает над четвёртым романом под рабочим названием «Россия-2045».
Как публициста Багирова характеризовал провокативный стиль в ведении ЖЖ, который он использовал как основную площадку. Агрессивные тексты с нелицеприятными характеристиками политиков и общественных деятелей многократно становились причиной скандалов и конфликтов как в сети, так и вне её.
В 2022 году стал ведущим авторской программы «Багиров против» на Радио Sputnik, где сразу возмутил многих слушателей противоречивыми, острыми и порой нецензурными высказываниями.

### Уголовное преследование в Молдове
24 апреля 2016 года Кишинёвский суд заочно приговорил Эдуарда Багирова к пяти годам лишения свободы. Суд столичного сектора Буюканы согласился с обвинениями, выдвинутыми прокуратурой в 2011 году: тогда следствие обвинило писателя в написании провокационных материалов до и после парламентских выборов в апреле 2009 года, вызвавших массовые беспорядки. Органы следствия обвиняли Багирова в том, что он «активно внедрившись в социальную среду в качестве блогера и писателя и используя технологии манипулирования массами, принял активное участие в разработке и реализации провокационных мер, направленных на подрыв до- и постэлекторального процесса». Максимальное наказание предусматривало лишение свободы на 15 лет. Багиров заявил, что не планирует подавать апелляцию, так как считает решение суда «политическим».
Эдуард Багиров был арестован в Кишинёве 16 июня 2011 года. По его словам, органы следствия требовали от него письменных показаний против депутата ПКРП Марка Ткачука, который находился в оппозиции тогдашнему и.о. президента Республики Молдова Мариану Лупу. 14 сентября после очередного продления ареста Эдуард Багиров объявил голодовку, продлившуюся одиннадцать дней. 27 сентября посольство РФ в Кишинёве направило в Министерство иностранных дел и европейской интеграции Республики Молдова ноту протеста, назвав Багирова «единственным обвиняемым» и «заложником внутриполитических разногласий». 30 сентября представитель ОБСЕ по вопросам свободы прессы призвала власти Молдовы освободить писателя, отметив, что Багирову за три месяца не были предъявлены официальные обвинения и был проведён лишь один официальный допрос при нескольких десятках неофициальных встреч с сотрудниками прокуратуры и Службы информации и безопасности Республики Молдова. 5 октября вопрос об аресте Багирова рассматривался Государственной Думой РФ, потребовавшей скорейшего освобождения писателя. 13 октября Багиров был отпущен под домашний арест и 18 октября покинул территорию Республики Молдова в багажнике автомобиля. Правоохранительные органы страны объявили писателя в международный розыск; в июне 2013 года «Интерпол» объявил о прекращении розыскных мероприятий в отношении Багирова.

### Участие в политике
Был доверенным лицом кандидата в президенты России Владимира Путина на выборах 2012 года. На одной из встреч задал Путину вопрос о коррупционных «посадках» в Министерстве обороны.
В 2015 году за использование выражения «несчастные хохлы» в посте, в котором выразил восхищение высоким рейтингом Владимира Путина, был на неделю заблокирован в Facebook.
В апреле 2016 года обратился в Роскомнадзор с просьбой удалить страницу о нём в интернет-энциклопедии современной культуры «Луркоморье», обосновав запрос использованием сайтом его персональных данных. Летом 2016 года воспользовался «правом на забвение», после чего Яндекс перестал выдавать некоторые статьи о Багирове и его цитаты.
На парламентских выборах 2016 года был выдвинут партией «Патриоты России» по Тушинскому одномандатному избирательному округу № 206 в Москве (Южное Тушино, Митино, Щукино, Покровское-Стрешнево, Хорошёво-Мнёвники, Строгино), где также баллотируются от КПРФ бывший вице-спикер Госдумы Сергей Бабурин, от «Единой России» — Геннадий Онищенко, от «Яблока» — депутат Госдумы VI созыва Дмитрий Гудков. Именно на противостоянии с Гудковым Багиров планировал выстроить свою кампанию. Получил 1042 голоса.
В марте 2022 года поддержал вторжение России в Украину.
19 октября 2022 года, из-за нападения России на Украину, был внесён в санкционный список Украины, так как «поддержал военное вторжение России в Украину в социальных сетях».

### Смерть
Умер 12 апреля 2023 года от полиорганной недостаточности. Прощание прошло 14 апреля в ритуальном зале на Троекуровском кладбище. Похоронен 15 апреля на кладбище деревни Горицы (Нижегородская область) рядом с родственниками по материнской линии.

## Книги
- «Гастарбайтер». — М.: Популярная литература, 2007; тираж 100 тыс. экз. — ISBN 978-5-903396-05-4
- «Любовники». — М.: АСТ, 2008; тираж 50 тыс. экз. — ISBN 978-5-17-056468-2
- «Идеалист». — М.: АСТ, 2010; тираж 15 тыс. экз. — ISBN 978-5-17-060679-5

## Критика
В конце 2007 года в издательстве «Астрель» вышел первый сборник прозы 30-летних «Литпром.ру». В своей рецензии Андрей Архангельский охарактеризовал книгу фразой «много мата, много боли, „бояццо и смеяццо“», а также отметил «Университеты детства» Багирова, назвав писателя самым интересным автором сборника. Сюжет рассказа посвящён детству писателя и его попытке в 1982 году на окраине Советского Союза в родном Туркменском ССР заказать грампластинку Бетховена.
В начале своей творческой деятельности Багиров открыто и активно высказывал своё мнение о русских в своих социальных сетях:

Все вы — свиньи. Тупые гяурские свиньи. Твари премерзостные. Ханжи и лицемеры. Вы — тупой фарисействующий скот. Мало того, что вам сто раз было доказано логическим и арифметическим путём, что никаких богов нету, а даже если б он и был, то он редкостная скотина, жестокая и мстительная, кровожадная и тупая. Вон, Питона почитайте, бараны. Боги, хуёги… Но дело даже не в этом! А вся фишка в том, что у любой антисемитской твари в красном углу комнаты уже вторую тысячу лет висят нарисованные на досках изображения еврейских мужчин и женщин. И эти антисемитские твари им моляцца! … А пока — жрите шаурму, ездите в Турцию и не выёбывайтесь. Потому что разрушенный Вечный Багдад вам не прощу даже я, скромный. Потому что ваше время подходит к концу. Потому что вы даже глазом моргнуть не успеете, как над вами развернётся Зелёное Знамя Пророка, в каждой вашей квартире будет висеть портрет аятоллы Хомейни, голосовать вам придётся за Усаму бен Ладена, а мулла Омар будет творить намаз с собора Василия Блаженного, с куполов которого будут нахуй снесены ваши нелепые кресты, и вместо них в облаках будет сиять Полумесяц пророка Мухаммеда.

Всё похуй настоящему, истинно русскому мужику. Настоящий русский так и должен жить. Гадить под себя, ебать жаб и слушать говнорок.

«Хватит спаивать Россию!» — такой спам ломится мне в комментарии уже пару недель. Разумеется, беспощадно вычищаю, баню и уничтожаю. Россия всю жизнь являлась в моем подсознании разнузданно пьяной, горластой и плохо вымытой тупорылой бабой. Ещё с Рюрика все спились к ёбаной матери. А тут — «хватит» им, видите ли.

Блядь, какие же омерзительные, напыщенные, отталкивающие, самодовольные, хамские, быдлячьи, скотские ебальники у русских туристов.
За это и другие подобные изречения перед записью выпуска телевизионной передачи «Прямой эфир» подвергся нападению со стороны Максима Марцинкевича. Запись конфликта имеется в общем доступе в сети Интернет.
Позднее Багиров воспользовался правом на забвение в целях сокрытия своих высказываний.